# Metaleptobasis amazonica
Metaleptobasis amazonica là một loài chuồn chuồn kim trong họ Coenagrionidae.
Metaleptobasis amazonica được Sjöstedt miêu tả khoa học năm 1918.